# Під скляним ковпаком
«Під скляним ковпаком» — єдиний роман, написаний американською письменницею і поетесою Сильвією Плат. Спочатку був опублікований під псевдонімом Вікторія Лукас у 1963 році. Роман являє собою напівавтобіографічну розповідь життя авторки зі зміненими назвами місць та іменами людей. Часто проводяться паралелі між психічними проблемами головної героїні та реальним досвідом Сильвії Плат з клінічною депресією. Плат наклала на себе руки через місяць після першої публікації роману у Великій Британії. Вперше твір був опублікований під справжнім ім'ям авторки у 1967 році. У США книга не була опублікована до 1971 року, відповідно до бажання чоловіка Плат, англійського поета Теда Г'юза, та її матері.
У 2017 році український переклад роману вийшов у «Видавництві Старого Лева».

## Сюжет
Естер Грінвуд, юна дівчинка з передмістя Бостона, отримує можливість пройти стажування у відомому журналі в Нью-Йорку, під керуванням Джей Кі. Естер не в захваті від великого міста, гламурного способу життя, який ідеалізують і намагаються наслідувати більшість дівчат її віку. Замість цього цей досвід її лякає та дезорієнтує. Естер високо оцінює сарказм і завзятість своєї подруги Дорін, але також асоціює себе з благочестивістю Бетсі, яка завжди все робить правильно. У Естер є багата покровителька Філомена Гвінея, у минулому успішна письменниця, яка пізніше оплатить лікування головної героїні.
Естер детально описує декілька інцидентів, що стались під час її стажування у журналі. Вона також згадує про свого друга Бадді, з яким у неї були більш-менш серйозні романтичні стосунки, і який «де-факто» вважає її своєю нареченою. Героїня розмірковує про участь Розенбергів. Естер повертається до свого рідного дому у пригніченому настрої. Вона сподівалась пройти курс під керівицтвом всесвітньо відомого письменника, проте її не взяли. Тоді вона вирішує провести літо за написанням роману, хоча і відчуває брак життєвого досвіду для втілення цього задуму. Все її життя було зосереджене навколо навчання, вона не розуміє що робити з життям після завершення школи. Жоден з можливих варіантів — материнство чи типова жіноча професія, на кшталт стенографістки, її не влаштовує.

## Персонажі
- Естер Грінвуд — головна героїня історії, яка стає психічно неврівноваженою впродовж свого літнього стажування в одному з нью-йоркських журналів. Змучена переживаннями щодо смерті свого батька та відчуттям невідповідності до загально прийнятого у культурі визначення жіночності, вона вирішує скоїти самогубство. Вона сподівається, що це буде гарним способом втечі від цих думок.
- Дорін — молода жінка, яка бунтує проти суспільної думки про правила поведінки. Проходить стажування у тому ж журналі, що і Естер, стає її кращим другом у готелі, де проживають усі стажерки. Естер вважає Дорін самовпевненою і хоче поводити себе так само, досягти такого ж рівня особистої свободи, але остерігається громадського осуду.
- Джоан — давня подруга Естер, яка знаходиться разом з нею у психлікарні, а пізніше скоює самогубство.
- Доктор Нолан — лікар Естер у психлікарні. Чарівна, турботлива жінка, яка поєднує суспільно-нав'язані уявлення про справжню жінку та гарні професійні навички. Саме ця комбінація дозволила їй стати першою жінкою в житті Естер, яка повністю її розуміла. Нолан керує шоковою терапією для Естер, яка призводить до позитивних результатів.
- Доктор Гордон — перший лікар Естер. Піддав Естер травматичній шоковій терапії, згадка про яку переслідувала її впродовж всього лікування..
- Місіс Грінвуд — матір Естер. Безперечно любить свою доньку, але постійно намагається змінити її відповідно до суспільного ідеалу білої жінки із середнього класу.
- Бадді Віллард — колишній хлопець Естер. Навчається на лікаря і мріє про дружину, схожу на його матір. Вірить, що саме Естер ідеально для цього підходить. Естер симпатазує йому протягом навчання в старшій школі, проте, коли виявляється, що Бадді втратив цноту, втрачає до нього повагу та називає ліцеміром. Вона розриває їхні стосунки після звістки, що Бадді хворий на туберкульоз. На його пропозицію руки і серця, відпвідає категоричною відмовою, відповідно до особистого переконання, що вона ніколи не вийде заміж.
- Місіс Віллард — матір Бадді Вілларда, домогосподарка. Мріє про шлюб між Бадді і Естер.
- Константин — синхронний перекладач з іноземним акцентом. Запрошує Естер на побачення, після якого вона вирішує втратити з ним свою цноту.
- Ірвін- високий, але потворний молодий чоловік, з яким Естер травматично втрачає цноту. Він «високооплачуємий професор математики», який запрошує Естер на чашечку кави, яка призводить до сексу. Після цього у Естер відкривається кровотечі і вона змушена звернутися у лікарню.
- Джей Кі — бос Естер, який відповідає за редагування її робіт[2].
- Ленні Шепард — багатий молодий чоловік з Нью-Йорку, хлопець Дорін.
- Філомена Гвінея — багата стара жінка, яка пожертувала гроші на стипендію Естер. Коледж вимагає, щоб кожна дівчина написала листа з подякою до свого благодійника. Філомена запрошує Естер на вечерю. Також вона платить за психлікарню «з покращеними умовами» для Естер, бо сама колись перебувала на психіатричному лікуванні.
- Марко перуанець, друг Ленні Шепарда. Приводить Естер на вечірку, після чого намагається її зґвалтувати.
- Бетсі — багата дівчина на стажуванні у журналі. «Гарна дівчинка» з Канзасу, повна протилежність Дорін. Естер їй симпатизує, розриваючись між бажанням бути схожою на неї та на Дорін одночасно.
- Хільда — ще одна дівчина з журналу, яка не подобається Естер через висловлювання про Розенбергів.

## Історія публікації
Згідно з розповіддю Теда Г'юза, Плат почала написання роману у 1961 році, після публікації її першої поетичної збірки «Колос». Після розлучення з Г'юзом, Плат переїхала до меншої квартири в Лондоні, що «дало їй час і місце для безперервної роботи. На високій швидкості і з короткими перервами вона написала „Під скляним ковпаком“».
Плат писала роман за спонсорства Юджина Ф. Сакстона, представника видавництва «Harper & Row», але вони були розчаровані рукописом, назвавши його «розчаровуючим, перезбудженим і незрілим» . Ранні версії назви були «Щоденник самогубці» і «Дівчина у дзеркалі».

## Стиль та головні теми
Роман написаний з використанням численних флешбеків, через які розкривається минуле головної героїні. В основному вони зосереджені на спогадах про стосунки з Бадді Віллардом. Через них читач також має змогу більше дізнатися про ранні роки Естер у коледжі.
У романі «Під скляним ковпаком» підіймається проблема суспільного сприйняття ідентичності. Розкриваються «пошуки власної ідентичності, прагнення бути собою, аніж тим ким хочуть бачити тебе інші». Естер має стати домогосподаркою і самовпевненою жінкою, не маючи альтернативи для здобуття незалежності. Естер відчуває себе ув'язненою домашніми обов'язками і боїться втратити свою внутрішню сутність. «Під скляним ковпаком» висвітлює проблему репресивності американського патріархального суспільства середини ХХ століття. Усі чоловіки в житті Естер намагались, фізично чи емоційно, пригнітити її.

## У популярній культурі
Відсилки до роману «Під скляним ковпаком» є в «Дівчатах Гілмор», «Сімпсонах», «Гріфінах», «Сховищі 13» та «Майстрі не на всі руки».
Цей роман обирає в бібліотеці Отем Роуз - головна героїня роману Лори Новлін "Якби він був зі мною".

## Переклад українською
- Під скляним ковпаком / Сильвія Плат ; пер. з англ. Ольги Любарської, іл. Анастасії Стефурак. — Львів : Видавництво Старого Лева, 2017. — 360 с.